# Língua chippewa
Chippewa (também chamada Ojíbua do sudoeste e em ingles Ojibwa , Ojibwe, Ojibway, ou Ojibwemowin) é uma língua algonquina falada no alto Michigan nadireção oeste junto ao Dakota do Norte, Estados Unidos.  Trata-se da variante sul da língua ojíbua e é designada pelo ISO-3 como "ciw".
Chippewa é da família das línguas algonquinas e uma língua indígena da América do Norte. Trata-se de um dialeto dentro do continuum dialetal da língua ojíbua que inclui também as línguas otawwa, algonquina, oji-cree, a qual se relaciona com a língua potawatomi. É falada às margens sul do Lago Superior em Michigan e no sul de Ontário (conf. Densmore). Os seus falantes geralmente a chamam de  Anishinaabemowin (língua dos Anishinaabe) ou de forma mais específica de Ojibwemowin (língua dos Ojibwa).  
Há muitas variantes da língua, algumas causadas por razões de etnia ou de localização geográfica.  Sendo parte de um continuum de dialetos, a língua ainda não tem uma padronização, pois existe uma cadeia de variedades locais interconectadas, convencionalmente chamadas de dialetos.” Há inclusive variáveis bem diferentes, cujos falantes de locais diferentes podem não conseguir se entender.  Os falantes das variantes meridionais são principalmente pessoas mais velhas, enquanto que há muitos dos que falam Chippewa também falam o inglês.

## Dialetos
Conforme Ethnologue, a língua chippewa, o dialeto sudoeste da língua ojíbua, por sua vez se divide em quatro outros dialetos menores:
- Upper Michigan-Wisconsin Chippewa: na comunidade indígena de ”Keweenaw Bay” e nas reservas indígenas de “Lac Vieux Desert”, “Lac du Flambeau”, “Red Cliff”, “Bad River”, “Lac Courte Oreilles”, “St. Croix Indian”, “Mlle Lacs” (distrito 3).
- Chippewa de Minnesota Central: nas reservas indígena de “Mille Lacs” (distritos 1 e 2), de “Fond du Lac”, de “Leech Lake”, de “White Earth” e na de “Turtle Mountain”.
- Chippewa do Red Lake: na reserva indígena de “Red  Lake”
- Chippewa  da fronteira de Minnesota : nas reservas indígenas de “Grand Portage” e de “Bois Forte”.

## Falantes
Os diversos dialetos do Chippewa forma analisados em diversos trabalhos acadêmicos de William Whipple Warren e Frederick Baraga no século XIX e de  Frances Densmore, Jan P. B. de Josselin de Jong, Charles Fiero, Earl Nyholm e John Nichols no século XX. O dialeto Chippewa de Ojibwemowin continuou seu declínio regular, porém, a partir dos anos 70 muitas comunidades concentraram seus esforços na revitalização da língua, mas não conseguiram mais do que alguns falantes da mesma como segunda língua. Hoje, a maior parte daqueles que a falam como primeira língua são pessoas mais velhas, cuja quantidade vem caindo rapidamente, enquanto que cresce o número de quem a fala como segunda opção, pessoas que ainda não se aproximan em fluência daqueles falantes prioritários, os mais velhos.
No verão de 2009, Anton Treuer da Universida de estado de Bemidji fez uma pesquisa informal sobre a quantidade de falantes de Chippewa como primeira língua em Minnesota e Wisconsin para que se fizessem discussões sobre a necessidade de vocabulário específico da língua para ciências e matemática. Foram estimados cerca tão somente mil falantes do Chippewa como primeira língua nos Estados Unidos.
| Reserva             | Qtde. falantes - 1ª língua | Qtde. falantes - 2ª língua | Total da população |
| ------------------- | -------------------------- | -------------------------- | ------------------ |
| Red Lake            | 400                        | 2.400                      | 10.570             |
| Mille Lacs          | 150                        | 1.150                      | 3.942              |
| Leech Lake          | 90                         | 950                        | 8.861              |
| Bois Forte          | 20                         | 110                        | 3.052              |
| White Earth         | 15                         | 650                        | 19.291             |
| Grand Portage       | 3                          | 90                         | 1.127              |
| Fond du Lac         | 0                          | 520                        | 4.044              |
| St. Croix           | 25                         | 80                         | 1.080              |
| Lac Courte Oreilles | 10                         | 130                        | 6.146              |
| Lac du Flambeau     | 3                          | 120                        | 3.457              |
| Bad River           | 2                          | 100                        | 6.921              |
| Red Cliff           | 1                          | 50                         | 4.470              |
| Mole Lake           | 1                          | 20                         | 1.279              |

Pode-se verificar que das cerca de 74 mil pessoas que vivem nessas reservas somente 1% fala o Chippewa como primeira língua, havendo mais verca de 8,5% que a fala como segunda língua.

## Estrutura

### Sintaxe
Assim como outras variantes Anishinaabemowin, em Chippewa muita informação está contida em cada palavra e desse modo a ordem das palavras numa frase é relativamente livre, mas a mais usada é SVO (sujeito-verbo-objeto). As três partes mais gerais da frase são, como seria natural: Sujeito, verbo, outras.
- Substantivos são marcados por número e pelo fato de serem animados ou não animados.
- Verbos são de quatro tipos que mostram se tal verbo é transitivo, se o sujeito é animado ou inanimado, se o objeto é animado ou inanimado, se o sujeito é plural. Há também verbos que só existem na forma inversa. Há marcações de caso gramatical que ficam no início das palavras e que indicam o tipo do verbo ou tipo de substantivo.
- As outras partes de uma frase são: Advérbios, numerais, partículas, pré-substantivos, pré-verbos.[8] Esses dois últimos não são palavras completas, somente se combinam com substantivos, verbos e advérbios e os modificam ficando antes dos mesmos e podem até não ficar no início da palavra se outros significados forem adicionados à palavra.

Os hífens em Chippewa indicam a separação entre uma raiz e um pré-substantivo ou pré-verbo. São usadas palavras pós-posicionadas e ligadas às palavras que elas modificam, não separadas por hífens. Exemplo:  ashangewigamig significa “posto de assistência social” em Chippewa e  ashangewigamigong significa “para (rumo a) o posto de assistência social.” O final “-ong” e outros similares correspodem em língua portuguesa a palavras como “um”, “junto a”, “sobre”, etc. Chippewa usa geralmente os adjetivos antes dos substantivos, mas por vezes as duas palavras são modificadas e se juntam, se combinam na forma de uma única palavra. Por vezes uma palavra pode ter o significado de uma frase simples com sentenças preposicionais e nominais sendo formadas desse modo. 
Os pronomes do Chippewa para as três pessoas do plural e do singular, havendo ainda diferenciação entre a primeira pessoas do plural inclusiva e não-inclusiva. Os pronomes se juntam ao início do verbo, o qual tem como sufixo uma definição de relação. 

### Morfologia
A língua Chippewa usa inflexões e também derivação para formar novas palavras usando partes de outras. Usa a incorporação de substantivos, que é inclusão de substantivos dentro dos  verbos e também o o uso de muitos afixos junto a verbos e substantivos.  Desse modo, a morfologia do Chippewa é polissintética, a língua usa substantivos compostos, havendo muito poucos simples e muitos formados por raízes a afixos, prefixoss, sifixos e infixos. Para indicar o plural há sufixos próprios. Os prefixos indicam posse, indicam também o tipo de verbo ou substantivo e os tempos verbais. Em função de toda essa incorporação de significados numa única palavra, fica muito difícil separa bem os significados de algumas frases. Sendo usados muitos prefixos, fica por vez difícil identificar a raiz dentro de uma palavra. Para que não tem um bom conhecimento da língua é quase impossível localizar num dicionário uma palavra.

### Fonologia
A língua Chippewa apresenta os seguintes sons e sua representação em alfabeto latino:
- Vogais – são três curtas (a i o) e quatro longas (aa e ii oo).  Há também vogais nasais qe são as próprias seguidas de “nh”.  O “h” pode ser omitido diante de “y” ou de uma oclusiva glotal. Antes de “ns”, “nz” ou or “nzh” as vogais ficam anasaladas.[13]
- Consoantes são similares àquelas da língua inglesa e são representadas por: b ch d g h ’ j k l  n nh p r s sh t w y z zh.  As letras f l r u v, x não são usadas; o c só aparece em dígrafos , idem o h, que pode, porém, ser usado isolado em raras situações, como em exclamações. As letras l, f, r são usadas exclusivamente em palavras estrangeiras. Há os grupos consonantais como sk, shp, sht, shk, mb, nd, nj, ng.  Também há desses grupos formados poe qualquer consoante seguida da letra W diante de uma vogal. A pronúncia é basicamente aquela das letras em inglês. As consoantes b, d, g ficam mudas quando estão próximas a consoantes também mudas ou no início de palavras. As letras S e T são por vezes pronunciadas com mais força do que em inglês., também havendo um arredondamento labial. As consoantes Chippewa são surdas e sonoras e podem ser oclusivas, fricativas, africadas, oclusivas nasais e aproximantes. Há sons de produção labial, alveolar, palatal, velar e glotal.[14] [15]